# Kościół Najświętszego Serca Pana Jezusa w Gródku (archidiecezja białostocka)
Kościół pw. Najświętszego Serca Pana Jezusa w Gródku – rzymskokatolicki kościół parafialny we wsi Gródek, w województwie podlaskim. Należy do dekanatu Białystok - Dojlidy archidiecezji białostockiej.

## Historia
W dniu 9 października 1945 roku ten sam arcybiskup ustanowił budowlę samodzielnym kościołem parafialnym. 
Od 1916 roku katolicy z Gródka i okolic należeli do parafii pw. Opatrzności Bożej w Michałowie. Początki starań o własny ośrodek duszpasterski w Gródku sięgają 1921 r., kiedy to w miejscowej szkole zorganizowano kaplicę katolicką. Inicjatorem budowy kościoła w Gródku był proboszcz parafii michałowskiej ks. Tadeusz Szadbey. Na początku 1933 roku powołał Komitet Budowy Kościoła w Gródku, która w 1934 roku rozpoczęła budowę.  
Świątynia w dniu 6 lub 30 października 1936 roku została poświęcona przez arcybiskupa wileńskiego Romualda Jałbrzykowskiego jako kościół filialny parafii Opatrzności Bożej w Michałowie. Do maja 1940 roku zostały wykonane takie prace jak: wybudowanie schodów przed wejściem do kościoła, otynkowanie dzwonnicy, zainstalowanie balustrady na chórze. Kościół nawiązuje do form neoromańskich. Rektorem - jako, że początkowo kościół był filią parafii Michałowo został ks. Bronisław Siepak. Do maja 1940 roku ks. Siepak kontynuował budowę kościoła. Aresztowany przez sowieckie władze okupacyjne i wywieziony w głąb Rosji pozostawił wiernych bez pasterza do czerwca 1941 roku. Nowym rektorem w Gródku został mianowany ks. Marian Jacewicz. Odpowiadając na prośbę mieszkańców arcybiskup Romuald Jałbrzykowski dnia 9 października 1945 roku erygował parafię w Gródku.  

Około 1960 wykonano ołtarz główny i stalle wg proj. arch. Stanisława Bukowskiego, jednak około 2000 roku zostały usunięte. Około 1990 roku wykonano remont dachów zakrystii, wymieniono pokrycie z dachówki ceramicznej na blachę, a w latach 1997-2003 przeprowadzono generalny remont wnętrza, m.in. wprowadzając polichromie autorstwa Agnieszki Andrzejczak i stacje Drogi Krzyżowej, które wykonał Krzysztof Gąsowski. W 2007 przeprowadzono remont dachu i przywrócono dachówkę, a w 2014 wyremontowano elewację. Na przełomie XX i XXI wieku kościół został gruntownie wyremontowany przez księdza proboszcza Andrzeja Sadowskiego. Zostały również przez niego wprowadzone nowe elementy we wnętrzu świątyni, m.in. malowidła na ścianach. 

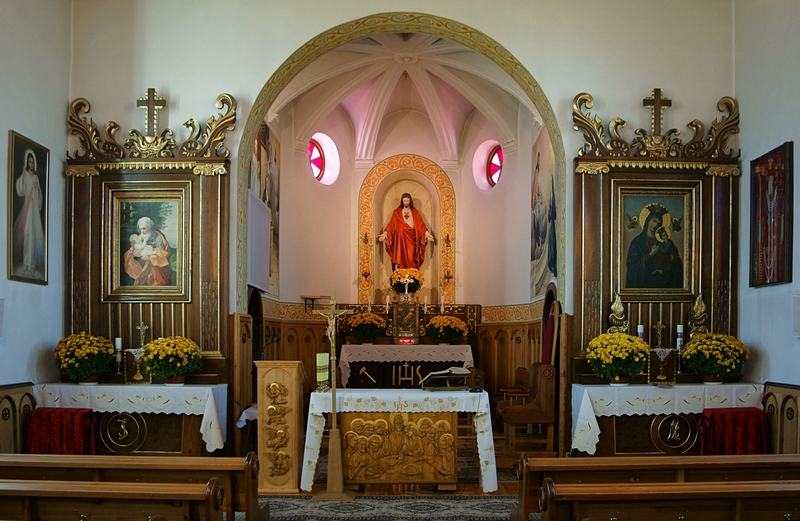
Widok na ołtarz